# چوبا آکپوم
چوبا آمچی آکپوم (انگلیسی: Chuba Amechi Akpom؛ زادهٔ ۹ اکتبر ۱۹۹۵) بازیکن فوتبال اهل انگلستان است که در پست مهاجم برای میدلزبورو بازی می‌کند.
از باشگاه‌هایی که در آن بازی کرده‌است می‌توان به آرسنال، برنتفورد، کاونتری سیتی، ناتینگهام فارست، هال سیتی، برایتون اند هوو آلبیون، سنت ترویدنس ، پائوک و میدلزبورو اشاره کرد.

## زندگی حرفه‌ای
چوبا آکپوم در سن ۶ سالگی به آرسنال پیوست و در ۱۵ سالگی وارد تیم جوانان وارد تیم زیر ۱۸ آرسنال شد و در ۱۰ اکتبر ۲۰۱۲ در ۱۷ سالگی با تیم آرسنال قرارداد بست.